# Svetlana Alpers
Svetlana Leontief Alpers é uma historiadora de arte norte-americana, também professora, escritora e crítica. Sua especialidade é a pintura da Era de Ouro Holandesa, um campo que ela revolucionou com seu livro de 1984, The Art of Describing. Ela também escreveu sobre Tiepolo, Rubens, Bruegel e Velázquez, entre outros.